# Gruba Ilona bosnyák királynő
Gruba Ilona (1345 körül – 1399. március 13. után), horvát és bosnyák nyelven: Jelena Gruba, szerbül: Јелена Груба, bosnyák királyné, férje, Dabiša István halála után kiskorú fia helyett bosnyák király.

## Élete

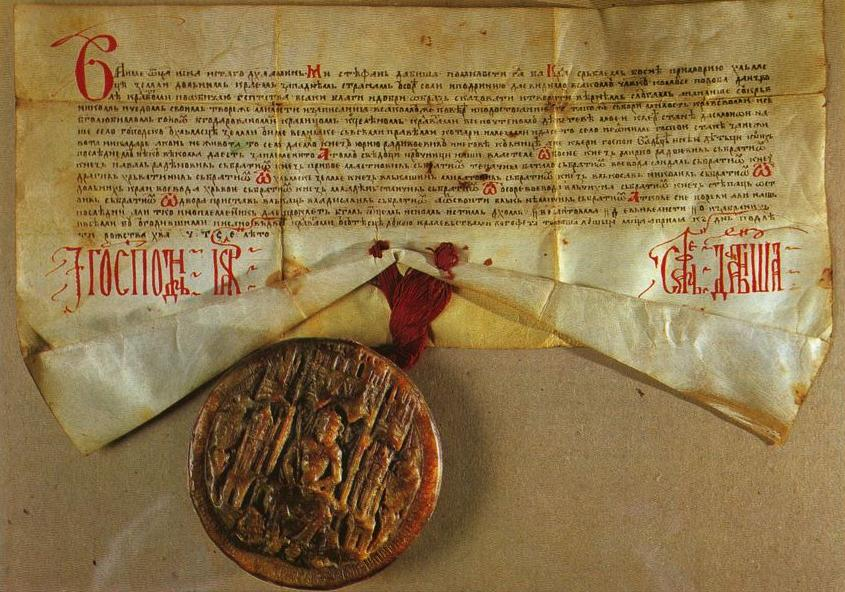
Az oklevél, melyben Gruba Ilona még mint királyné a Humban fekvő Velijake községet a Sztana nevű lányának ajándékozza.

A származása nem ismert, de férje, Dabiša István bosnyák király 1391-es trónra kerülésekor már házasok voltak, így Ilona rögtön Bosznia királynéja lett. Egy 1392. június 17-én kelt raguzai oklevélben is megemlítik a királyné nevét. Zsigmond király egy 1393-as oklevelében is utal rá: „[...]»és Ilona asszonynak az ő feleségének« [...]” Annak ellenére, hogy férje 1393-ban Zsigmondot, a Kotromanić leszármazott I. (Anjou) Mária magyar királynő férjét tette meg örökösének Boszniában, mikor azonban Dabiša István király 1395. szeptember 7-én Kraljeva Sutjeska városában meghalt, a boszniai főrendek a fia, Kotromanić N. (nevét a források nem említik) kiskorúsága idejére Dabiša István özvegyét választották királlyá. Ő volt Bosznia egyetlen női királya. Gruba Ilona királynő egy 1395. december 22-én és egy 1396. december 26-án kelt oklevélben királynőként szerepel: „[...]»a legfényesebb és legfönségesebb Kyra Ilona asszonynak Isten kegyelméből Szerbia és Bosznia királynőjének« [...]” A személynevei közül az Ilona mellett a Gruba is használatos volt, erről tanúskodik egy 1404-ben kelt óegyházi szláv nyelvű sírkő felirata: „»Itt fekszik Vigú Miloševič. Szolgált István bánnak és Tvrtko királynak és Dabiša királynak és Gruba királynénak és Ostoja királynak.«” 1398. februárig volt Bosznia uralkodója, ezután elmozdították a trónról, és férje unokaöccsét, I. Tvrtko korábbi bosnyák király természetes fiát, Ostoja Istvánt választották királlyá. Halálának idejét nem ismerjük, de 1399. márciusában találkozhatunk utoljára nevével egy 1399. március 5-én kelt Raguzához intézett levelében, és a raguzaiaknak hozzá intézett március 13-ai válaszában.
Két gyermekéről tudunk, egy fiúról és egy lányról, de név szerint csak a lányát ismerjük, akinek a neve egy 1395. április 26-án kelt oklevélben van megemlítve, mely szerint a Humban fekvő Velijake községet az akkor még királynéi szerepű anya Sztana nevű lányának ajándékozza, és lánya halála esetén Radivojević György és utódai öröklik. Fajfrić kijelenti, hogy Radivojević György Sztana hercegnő lányának, Vladikának volt a férje.

## Gyermekei
- Dabiša István (1323 körül–1395) bosnyák királytól, 2 gyermek:
  - N. (fiú) bosnyák királyi herceg és trónörökös, feltehetően kiskorában meghalt
  - Sztana (Anasztázia) (–1395 után) bosnyák királyi hercegnő, férje N. N., 1 leány:
    - Vladika (Vladava), férje Radivojević György (–1408), 4 fiú